# Григорий Александров
Григорий Василевич Александров (23 януари 1903, Екатеринбург – 16 декември 1983, Москва) е съветски режисьор, актьор, филмов сценарист, народен артист на СССР (1948), носител на Държавна нарада на СССР (1941 и 1950). Член на КПСС от 1954 г. Развива жанра на ексцентричната музикална кинокомедия.

## Биография
Александров е роден на 23 януари 1903 в Екатеринбург. Още на 9 години започва да работи. През 1912 г. работи в Екатеринбургския оперен театър като асистент-реквизитор и асистент-режисьор. През 1917 г. завършва музикалното училище в Екатеринбург по цигулка. През 1920 г. завършва режисура.
През 1921 г. работи като актьор в театър в Москва. Там се запознава със Сергей Айзенщайн. Заедно участват в създаването на няколко спектакъла. През 1924 г. помага за сценария на първия филм на Сергей Айзенщайн „Стачка“ и „Броненосецът „Потьомкин““, в който и участва. През 1932 г. на Московския международен филмов фестивал получава почетна награда „За изключителен и траен принос за развитието на световното кино.“ През 1979 г. отново получава награда на Международния филмов фестивал в Москва.
На 16 декември 1983 г. Александров умира от инфекция в бъбреците в Кремълската болница, където е бил подложен на изследвания.

## Творчество
- „Броненосецът Потьомкин“ – 1925 г.
- „Октомври“ – 1927 г.
- „Веселите момчета“ – 1934 г.
- „Волга, Волга“ – 1938 г.
- „Цирк“ – 1937 г.
- „Светлият път“ – 1940 г.
- „Пепеляшка“ – 1947 г.
- „Пролет“ – 1947 г.
- „Среща с Елба“ – 1949 г.
- „Руски сувенир“ – 1960 г.
- „Лястовица и лира“ – 1974 г.
- „Вива Мексико“ – 1979 г.